# Мундза

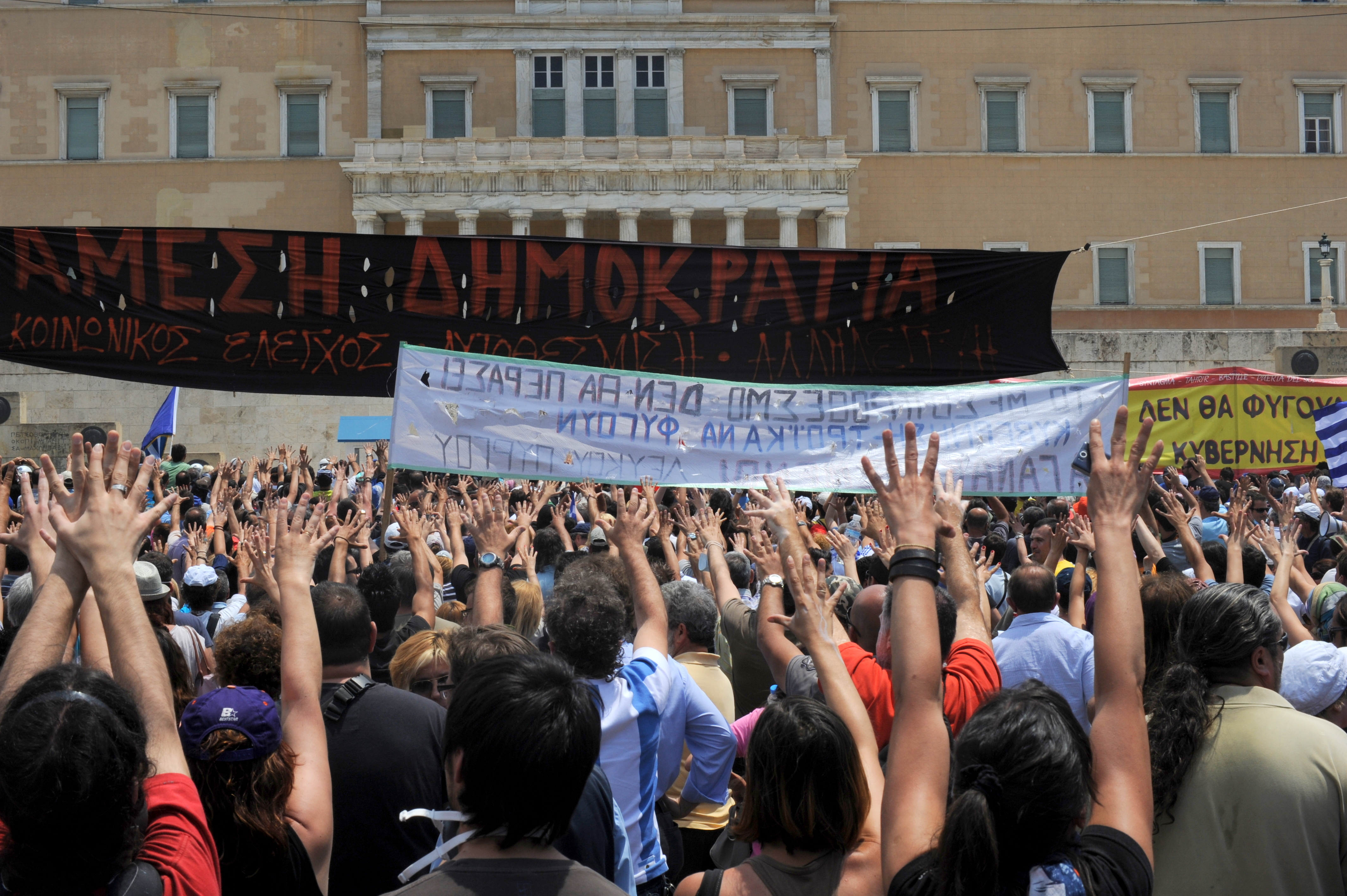
Люди раздают мундзы греческому парламенту во время протестов Движения возмущённых граждан. Внизу слева «двойная» мундза

Му́ндза (греч. μούντζα или μούτζα [ˈmudza]), также фа́скело (φάσκελο [ˈfascelo]) — наиболее традиционный жест оскорбления среди греков. Он состоит в вытягивании и растопыривании всех пальцев руки и поднесении ладони к лицу оскорбляемого с движением вперёд.
Часто сочетается с να ([na], «здесь»), ορίστε ([oríste], «вот ты где») или παρ'τα ([par'ta], «возьми это») и ругательствами. Чем ближе жест к лицу другого человека, тем более угрожающим он считается.
Ещё более оскорбительная версия достигается путём использования обеих рук для двойного жеста, ударяя ладонью одной руки по тыльной стороне другой в направлении адресата.
Когда греки показывают на пальцах цифру 5, они стараются не перенапрягать пальцы и не поворачивать ладонь к человеку, чтобы её не приняли за мундзу.

## Источник
Происхождение жеста можно проследить с древних времён, когда его использовали как проклятие. Говорят, что даже во время Элевсинских мистерий оно дополняло словесные проклятия против злых сил. Тогда жест назывался фаскелома (φασκέλωμα), — название, сохранившееся до наших дней вместе с его вариантом фаскело (φάσκελo), как синонимы мундзы.
В последующие годы название изменилось на мундза. Этимология слова возводится к глаголу «пачкать» (μουντζουρώνω) и отсылает к истории происхождения этого жеста. В Византии было следующее наказание за небольшие провинности: преступника сажали задом наперёд на осла и возили с вымазанным сажей (μούντζος) лицом, чтобы усилить насмешки толпы. При этом каждый гражданин мог подойти, опустить руку в корзину с сажей и испачкать ею лицо наказываемого. Поскольку сажу вытирали о лицо человека, сначала её собирали в ладонь, а затем растопыривали пальцы. В результате сам жест стал оскорбительным и получил название мундза.
Современное греческое слово μουντζούρα или μουτζούρα для кляксы, каракулей или тёмного пятна имеет то же происхождение.

## В других странах
Жест мундза не имеет такого же значения в других культурах мира. В некоторых странах есть подобные жесты. Их значения таковы:
- В иракской и ассирийской культурах резкое движение ладони к кому-либо означает, что они достойны позора и бесчестны.
- В Синде (Пакистан) показ ладони кому-либо в колющей манере также считается оскорблением. Этот жест называется бунда (в Пенджабе это считается проклятием — лаанат).
- В Персидском заливе показ ладоней обеих рук кому-либо после хлопка в них также считается оскорблением, вместе с произнесением малат алайк. Обычно это делают женщины, так как такое поведение считается недостойным для мужчины.
- С 1990-х годов в Северной Америке существует похожий жест «поговори с рукой». Показывают ладонь с растопыренными пальцами и говорят «Поговори с рукой… потому что лицо тебя не слушает». Ранее распространённым выражением неудовольствия был выброс руки.
- В Мексике его можно использовать для приветствия (наряду с маханием рукой); но при устойчивом движении или многократном перемещении в сторону адресата означает «Вот увидите!» (испанский: Vas a ver/Ya verás/Ya lo verás), — предупреждение, что демонстрирующий расскажет авторитетному лицу (родителю, учителю, директору и т. д.) о проделке или проступке, который совершил адресат. Жест обычно адресуется детям, чтобы припугнуть их и заставить вести себя как следует.
- В Нигерии это может рассматриваться как оскорбительный среди определённых племён и обычно сопровождается использованием ругательства uwar ka, что означает «твоя мать» на языке хауса.
- В Панаме, в дополнение к тому же значению, что и в Мексике, жест также используется, чтобы угрожать адресату (подразумевая, что он будет наказан или станет объектом насилия или любой другой формы возмездия) в более позднее и более подходящее/удобное время (часто когда меньше риск быть пойманным в случае физического возмездия или нападения). Это потому, что помимо подразумеваемых/произносимых слов Vas a ver!, получателю часто адресуется слово Espérate (разг. Pérate), означающее ожидание.
- В Чикаго в 2012 году мундза была использована на имитации «городской наклейки» после разногласий по поводу идей дизайна официальной городской парковочной наклейки, посвящённой службам экстренного реагирования. На пародийной наклейке мундза изображена с отрезанным средним пальцем — намёк на мэра Чикаго Рама Эмануэля, который потерял часть среднего пальца, когда резал ростбиф в старшей школе[7].